# Mysidetes antarctica
Mysidetes antarctica är en kräftdjursart som beskrevs av O. Tattersall 1965. Mysidetes antarctica ingår i släktet Mysidetes och familjen Mysidae. Inga underarter finns listade i Catalogue of Life.